# Come to My Kingdom
Come to My Kingdom ist das sechste Studioalbum der US-amerikanischen Melodic-Rock-Band House of Lords.

## Entstehung
Das Album wurde 2007 und 2008 im Studio des Sängers James Christian aufgenommen, der das Album auch produzierte. Es enthält 14 Titel, von denen einer, Another day From Heaven, doppelt vorhanden ist und in einer akustisch aufgenommenen Variante als Bonus-Track der europäischen Ausgabe des Albums fungiert. Die Ehefrau Christians, die Sängerin Robin Beck, ist als Gastmusikerin zu hören; am Songwriting und als weiterer Gastmusiker (Gitarren und Keyboards) war auch der schwedische Gitarrist und Songwriter Tommy Denander beteiligt.
Cover
Seit dem Debütalbum der Band, das 1987 erschienen war, hatten die Cover aller Alben der Band das Motiv eines von zwei Löwen gehaltenen Wappenschildes gezeigt. Come to My Kingdom ist bisher das einzige Album der Gruppe, das dieses Symbol nicht zeigt. Zwar sind alle Elemente (Wappenschild, Löwen, Krone) des ursprünglichen Motivs enthalten, die Anordnung entspricht aber überhaupt nicht der üblichen Gestaltung.
Veröffentlichung
Das Album wurde in Europa am 17. März 2008 auf CD veröffentlicht.

## Rezeption
Das Magazin Rock Hard schrieb, eine „der großen Überraschungen“ lieferten House of Lords ab. Sänger James Christian stelle zwar „wie gewohnt sein Gespür für ergreifende Melodien und noch ergreifendere Vocals unter Beweis“, noch beeindruckender sei, dass „Come to My Kingdom“ „über die ganze Spiellänge“ überzeuge. Zu keiner Zeit drifte „dieses Glanzstück ins Belanglose“ ab, sondern begeistere mit 14 „hochwertigen und gleichzeitig eingängigen“ Nummern, die von Christian „richtig knackig produziert“ worden sein. Angefangen beim „mitreißenden Titeltrack über die Ohrwürmer“ I Need to Fly, I Don’t Wanna Wait All Night, In a Perfect World, In the Light und One Touch bis zu den Balladen The Dream und I Believe gebe es „einfach keinerlei Schwächen“ bei dem Album.

## Titelliste
1. 1:04 – Purgatorio Overture No. 2 (Kent)
2. 4:19 – Come to My Kingdom (Bell, Christian, Kent, Zampa)
3. 4:07 – I Need to Fly (Christian, Denander, Kent)
4. 4:04 – I Don’t Wanna Wait All Night (Bell, Christian, Kent, Zampa)
5. 4:30 – Another Day from Heaven (Bell, Christian, Kent, Zampa)
6. 3:56 – In a Perfect World  (Bell, Christian, Kent, Zampa)
7. 5:18 – The Dream (Bell, Christian, Kent, Zampa)
8. 3:38 – One Foot in the Dark (Bell, Christian, Kent, Zampa)
9. 4:40 – Your Every Move (Bell, Christian, Pelcer, Zampa)
10. 3:57 – I Believe  (Christian, Denander, Kent, Kronqvist)
11. 4:13 – One Touch  (Bell, Christian, Kent, Zampa)
12. 4:14 – Even Love Can’t Save Us  (Bell, Christian, Kent)
13. 4:14 – In the Light  (Bell, Christian, Kent, Zampa)
14. 4:30 – Another Day from Heaven (Akustik) (Bell, Christian, Kent, Zampa)